# Дядя Адольф по прозвищу Фюрер
«Дядя Адольф по прозвищу Фюрер» (итал. Zio Adolfo, in arte Führer) — итальянский кинофильм (комедия), снятый в 1978 году творческим дуэтом Кастеллано и Пиполо.

## Сюжет
Действие фильма происходит в Германии времён становления нацизма и прихода к власти Гитлера. Фильм в жанре эксцентричной комедии рассказывает историю о двух братьях-близнецах. Один из них по имени Герман, бывший фокусник, является приближённым Гитлера. Другой — анархист и антифашист Густав, который пытается совершить покушение на фюрера. Обоих братьев играет Челентано. Все покушения Густава оканчиваются провалом. Герман вместо того, чтобы разоблачить брата, играет с ним в русскую рулетку.

## В ролях
- Адриано Челентано — Герман / Густав
- Джузеппе Диаманти — Адольф Гитлер
- Аманда Лир — певица
- Клаудио Бигальи
- Франсуаз Бастьен
- Паола Орефиче
- Грациэлла Гальвани
- Бруно Ди Луйа
- Дана Девин
- Бернардино Эмануэлли
- Джузеппе Кастеллано
- Пьетро Чеккарелли
- Раффаэле ди Сипьо — эсэсовец.